# Kijevski odrezak
Kijevski odrezak ili piletina na kijevski način (ukrajinski: котлета по-київськи, ruski: котлета по-киевски) je popularno jelo u Ukrajini i Rusiji, gdje je klasik u restoranima i hotelima.
To je odrezak (kotlet) od pilećih prsa bez kostiju, koje se zarolaju i pune maslacem kojem je dodana naribana limunova korica i sok, začinsko bilje, češnjak i papar, a zatim se poha i prži.
Jelo se tradicionalno smatra ukrajinskim, jer njegovo ime dolazi od Kijeva, glavnoga grada Ukrajine. Međutim, ruski povjesničar William Pokhlebkin tvrdi, da je kijevski odrezak izumljen u Moskovskom klubu trgovaca u ranom 20. stoljeću, te je kasnije preimenovan u kijevski odrezak od strane Sovjetskog restorana. U Poljskoj je poznat kao "kotlet de volaille" (fra. "de volaille" = "od peradi").
Kijevski odrezak, koji je uveden u Velikoj Britaniji 1976., bio je prvo gotovo jelo trgovačke kuće "Marks & Spencer".
Ima više drugih jela sličnih kijevskom odresku. Posebno popularno jelo je pileći Cordon Bleu s punjenjem od sira i šunke umjesto maslaca.

## Vanjske poveznice
- Recept za kijevski odrezak